# Kościół św. Antoniego w Nazarecie
Kościół św. Antoniego w Nazarecie – kościół maronicki położony w mieście Nazaret, na północy Izraela. Jest on pod wezwaniem św. Antoniego.

## Historia
Społeczność maronicka w Nazarecie istniała od 1620 roku. W drugiej połowie XVIII wieku szejk Dhaher al-Omar zezwolił im na wybudowanie własnego kościoła. Jego budowa została ukończona w 1774 roku. Świątynię poświęcono św. Antoniemu.

## Turystyka
Zwiedzanie kościoła jest utrudnione. Jest to możliwe jedynie w niedziele o godz. 8.00.